# Istami
Istämi o Dizabul o Ishtemi Sir Yabghu Khagan fue el gobernante de la parte occidental de los Köktürk, que se convirtió en el  kanato turco occidental y dominó a los sogdianos. Fue el yabgu (vasallo) de su hermano  Bumin Qaghan en el año 553 d. C. Se le llamó póstumamente kan en las fuentes turcas. Su hijo se llamaba Tardu.

## Actividades
Durante su gobierno, Istami estableció relaciones diplomáticas con los imperios persa y bizantino, derrotó a los heftalitas y actuó como el estadista más antiguo durante la desintegración de la mitad oriental del imperio. Sabemos mucho de él por las misiones diplomáticas del Imperio bizantino.
Poco después del contrabando de huevos de gusano de seda en el Imperio bizantino desde China por los monjes cristianos nestorianos, el historiador bizantino del siglo VI, Menandro el Protector, escribe sobre cómo los sogdianos intentaron establecer un comercio directo de seda china con el Imperio Bizantino. Después de formar una alianza con el gobernante sasánida Cosroes I para derrotar al Imperio Heftalita, los comerciantes sogdianos se acercaron a Istami pidiendo permiso para solicitar una audiencia con el rey de reyes sasánida por el privilegio de viajar a través de los territorios persas para comerciar con los bizantinos. Istämi rechazó la primera solicitud, pero cuando sancionó la segunda e hizo que se enviara la embajada sogdiana al rey sasánida, este último envenenó a los miembros de la embajada y murieron. Manías, un diplomático sogdiano, convenció a Istämi de que enviara una embajada directamente a la capital de Bizancio, Constantinopla, que llegó en 568 y ofreció no sólo seda como regalo al gobernante bizantino Justino II, sino que también propuso una alianza contra la Persia sasánida. Justino II aceptó y envió una embajada al Kanato Turco, asegurando el comercio directo de seda deseado por los sogdianos.
Como hermano de Bumin, gobernó la región del extremo oeste de su kanato. Su hijo era Tardu. Como yabghu, era autónomo y tenía la soberanía de facto mientras reconocía oficialmente la autoridad del kan. Tras la muerte de Khushu, dispuso la división del territorio en tres reinos: este, central y oeste, y los distribuyó entre Jotan, Arslan y Shetu, respectivamente.

## Legado
İstemi y İstemihan son nombres turcos que lo honran.